# Havlíčkova Borová
Havlíčkova Borová è un comune mercato della Repubblica Ceca facente parte del distretto di Havlíčkův Brod, nella regione di Vysočina.
Qua nacque lo scrittore Karel Havlíček Borovský.